# Robert Hladil
Robert Hladil (* 27. říjen 1978 Ostrava) je básníkem, organizátorem literárních akcí. V současnosti pracuje jako konzultant public relations.

## Život
Vystudoval obor Česká filologie na Slezské univerzitě v Opavě. Po studiích pracoval tři roky jako učitel češtiny a dějepisu na hotelové škole ve Vysočanech. Od roku 2007 pracuje v oboru public relations, začínal ve společnosti AMI Communications, od roku 2012 se profesi věnuje ve vlastní firmě Epic PR.

## Vydané knihy
- Jen tak... (2000)
- Básně v póze (2002)
- Duševní sponzor (2009)

## Organizované akce
- Večery Tramvaje Načerno (2002 - 2003), autorské večery literárního magazínu Tramvaj Načerno (společně se Zorou Šimůnkovou a Zdeňkem Fekarem)